# Satyrus shandura
Satyrus shandura är en fjärilsart som beskrevs av Marshall 1882. Satyrus shandura ingår i släktet Satyrus och familjen praktfjärilar. Inga underarter finns listade.